# Catedral de San Basilio

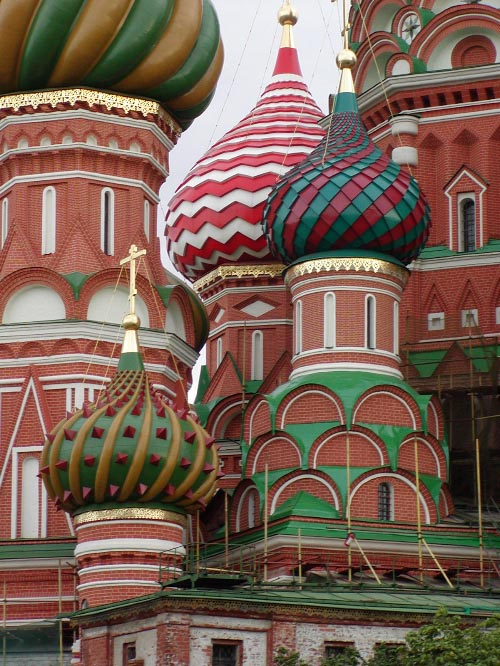
Detalle de las cúpulas

El  Templo de la Intercesión de la Santísima Virgen sobre el foso (en ruso Собор Покрова Пресвятой Богородицы, что на Рву, Sobor Pokrová Presvyatoy Bogoróditsy, chto na Rvu), más conocida como Templo de San Basilio, es un templo ortodoxo localizado en la Plaza Roja de la ciudad de Moscú, Rusia. Es mundialmente famosa por sus cúpulas en forma de bulbo. A pesar de lo que se suele pensar popularmente, la Catedral de San Basilio no es ni la sede del Patriarca Ortodoxo de Moscú, ni la catedral principal de la capital rusa, pues en ambos casos es la Catedral de Cristo Salvador. Como parte de la Plaza Roja, la catedral de San Basilio fue incluida desde 1990, junto con el conjunto del Kremlin, en la lista de Patrimonio de la Humanidad de Unesco.
La construcción de la catedral fue ordenada por el zar Iván el Terrible para conmemorar la conquista del Kanato de Kazán, y se realizó entre 1555 y 1561. En 1588, el zar Teodoro I de Rusia mandó que se agregara una nueva capilla en el lado este de la construcción, sobre la tumba de San Basilio el Bendito, santo por el cual se empezó a llamar popularmente la catedral.
San Basilio se encuentra en el extremo sureste de la Plaza Roja, justo frente a la Torre Spásskaya (la Torre del Salvador) del Kremlin y la iglesia de San Juan Bautista en Dyákovo.
En un jardín frente a la iglesia se levanta el Monumento a Minin y Pozharsky, una estatua de bronce en honor a Dmitri Pozharski y Kuzmá Minin, quienes reunieron voluntarios para el ejército que luchó contra los invasores polacos durante el conocido como Período Tumultuoso.
El concepto inicial era construir un grupo de capillas, dedicadas a cada uno de los santos en cuyo día el zar ganó una batalla, pero la construcción de una torre central unifica estos espacios en una sola catedral.
La leyenda dice que el zar Iván dejó ciego al arquitecto Póstnik Yákovlev —, cuyo seudónimo era Iván Yákovlevich Barma (Varfolomey).— para evitar que proyectara una construcción que pudiera superar a esta, aunque parece claro que no se trata más que de una fabulación, ya que Yákovlev participó, pasados unos años, en la construcción del Kremlin de Kazán.
La catedral de San Basilio no debe confundirse con el Kremlin de Moscú, que está situado a su lado en la Plaza Roja, y por tanto no forma parte de él. Aun así, muchos medios confunden ambas construcciones.

## Construcción bajo Iván IV
El lugar de la iglesia había sido, históricamente, un concurrido mercado entre el Portón de la Torre de San Frol (después Del Salvador) del Kremlin de Moscú y el posad periférico. El centro del mercado estaba marcado por la iglesia de la Trinidad, construida con la misma piedra blanca que el Kremlin de Dmitri Donskói (1366-1368) y sus catedrales. El zar Iván IV marcó cada victoria de la guerra con el Kanato de Kazán al erigir una iglesia memorial de madera junto a los muros de la iglesia de la Trinidad, que a finales de su Campaña en Astracán estaba rodeada por un grupo de siete iglesias de madera. Según el informe incompleto en la Crónica de Nikon, en el otoño de 1554 Iván ordenó la construcción de la iglesia de la Intercesión de madera en el mismo sitio, «en el foso». Un año más tarde, Iván mandó construir una nueva catedral de piedra en el lugar de la iglesia de la Trinidad que conmemoraría sus campañas. Dedicar una iglesia a una victoria militar en ese entonces era «una gran innovación» para Moscovia. La colocación de la iglesia fuera de los muros del Kremlin fue una declaración política a favor de los comuneros posad y contra los boyardos hereditarios.
Se desconoce la identidad del arquitecto. La tradición cuenta que fueron dos arquitectos, Barma y Póstnik. El registro oficial del Patrimonio Cultural de Rusia los lista como «Barma y Póstnik Yákovlev» Los investigadores han propuesto que ambos nombres se refieren a la misma persona, Póstnik Yákovlev, cuyo seudónimo era Iván Yákovlevich Barma (Varfolomey). La leyenda sostiene que Iván cegó al arquitecto para que no pudiera recrear la obra de arte en otro lugar, aunque el verdadero Póstnik Yákovlev se mantuvo activo por lo menos a lo largo de la década de 1560. Hay evidencia de que la construcción involucró a canteros de Pskov y de tierras alemanas.

## Estilo arquitectónico

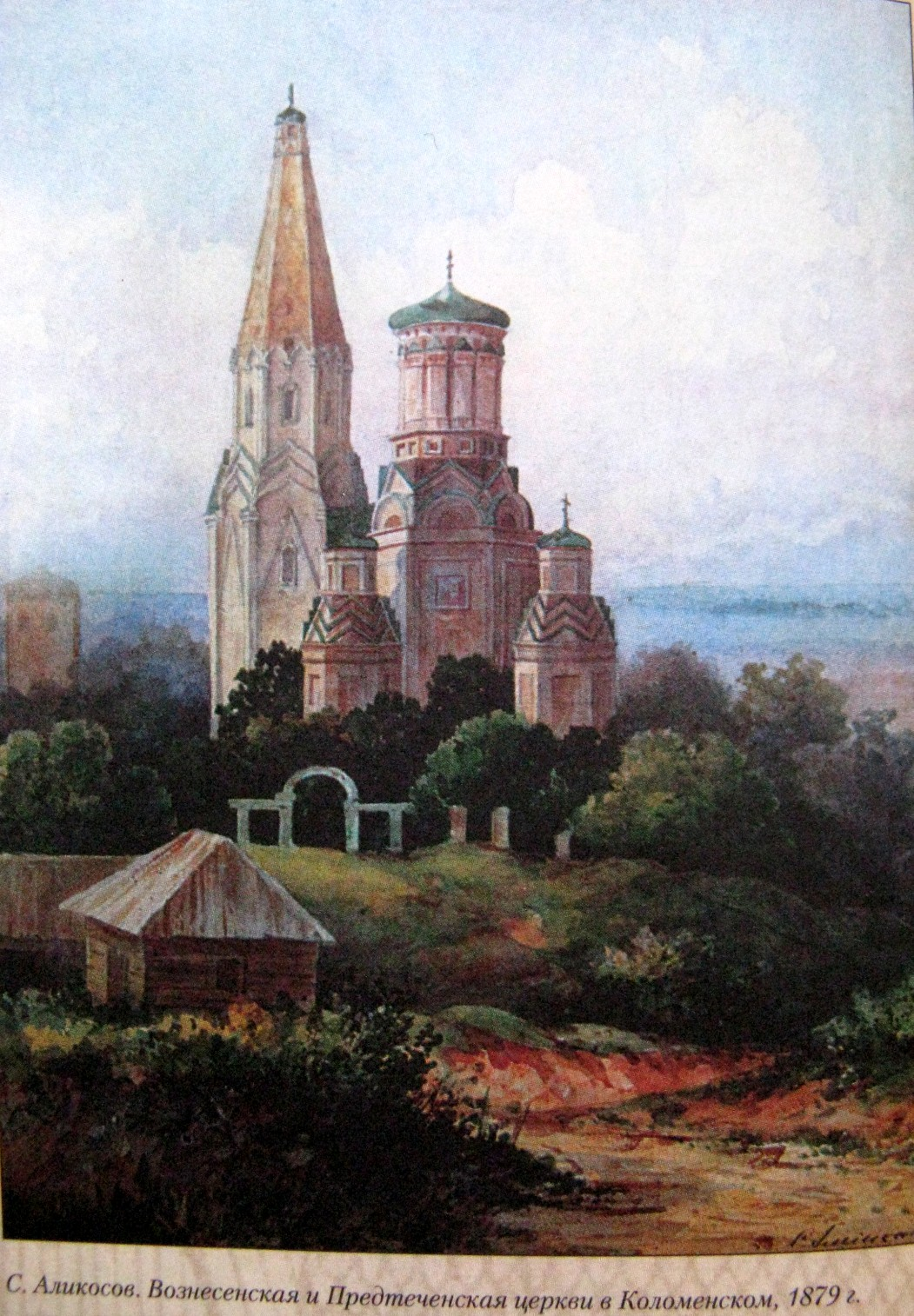
Una iglesia en Kolómenskoye, que influyó probablemente en la construcción de la catedral.

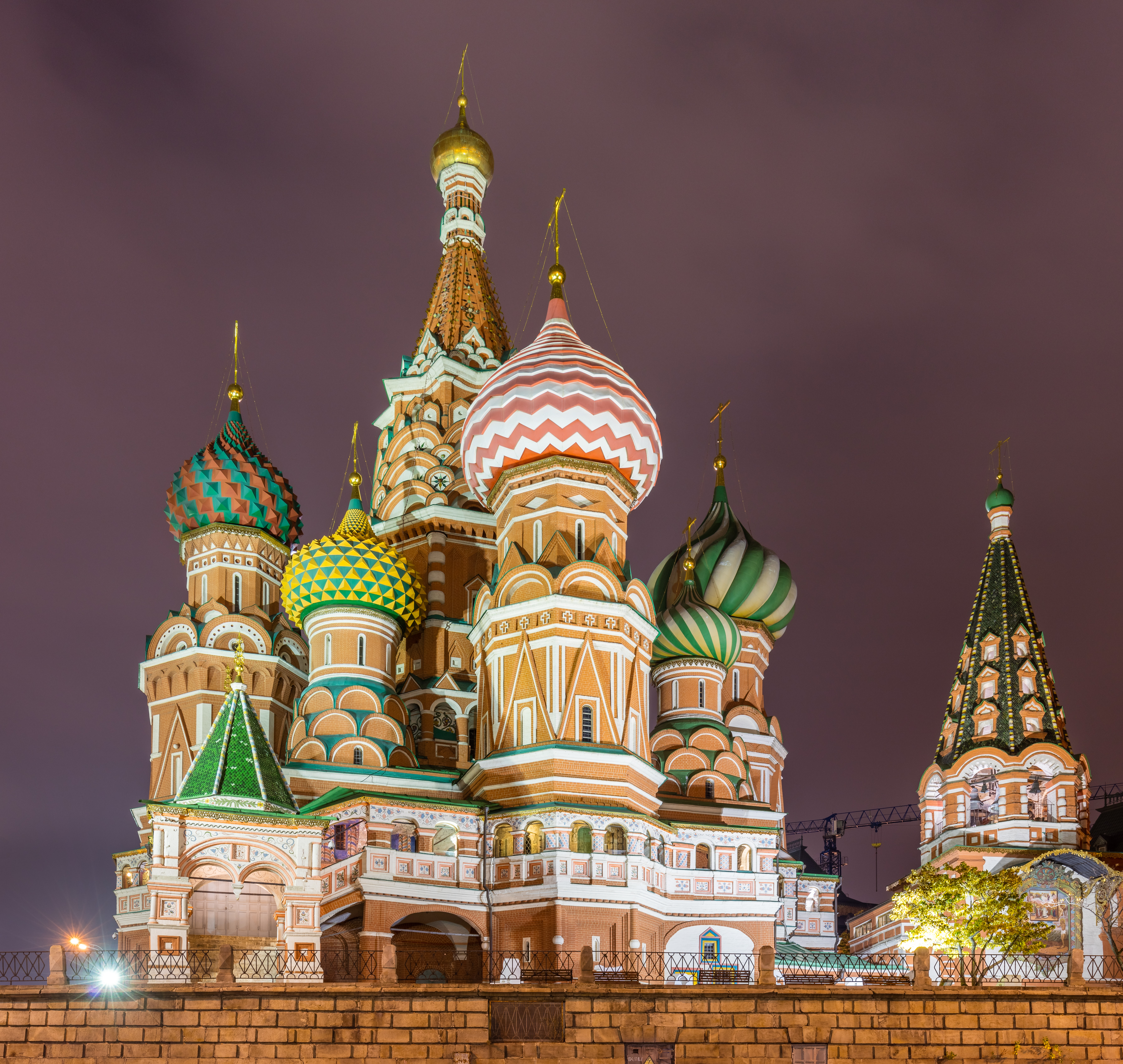
Vista posterior de noche.

Debido a que la iglesia no tiene similares en la arquitectura anterior, contemporánea o posterior de la tradición cultural bizantina y de Moscovia en general, las fuentes que inspiraron a Barma y Póstnik se disputan. Eugène Viollet-le-Duc rechazó las raíces europeas de la catedral. Según él, los arcos en ménsula eran bizantinos y finalmente de Asia. Una hipótesis moderna «asiática» considera a la catedral una recreación de la mezquita Qol-Şärif, que fue destruida por las tropas rusas después del asedio de Kazán.
Escritores rusos del siglo XIX, comenzando por Iván Zabelin, hicieron hincapié en la influencia de las iglesias de madera nativas del norte de Rusia. Sus motivos se abrieron camino en la albañilería, en particular las iglesias votivas que no necesitaban albergar congregaciones importantes. El historiador David Watkin también afirma que tiene una mezcla de raíces rusas y bizantinas, llamando a la catedral «la culminación» de la arquitectura rusa vernácula de madera.
La iglesia combina el diseño en capas escalonadas de la fase temprana (1505-1508) del Campanario de Iván el Grande, la carpa central de la iglesia de la Ascensión en Kolómenskoye (1530) y de la forma cilíndrica de la iglesia de San Juan el Bautista en Dyákovo (1547), pero el origen de estos edificios singulares es igualmente objeto de debate. La iglesia en Kolómenskoye, según Serguéi Podyapolsky, fue construida por el italiano Petrok Maly, aunque la historia convencional todavía no ha aceptado su opinión. Andréi Batálov ha revisado el año de finalización de iglesia de Dyákovo de 1547 a los años 1560s–70s, y señaló que la Iglesia de la Trinidad podría haber tenido predecesores tangibles.
El historiador ruso Dmitri Shvidkovski sugiere que las formas «poco probables» de la Iglesia de la Intercesión y la Iglesia de la Ascensión en Kolómenskoye manifiestan un renacimiento nacional emergente, mezclando elementos moscovitas tempranos con la influencia del renacimiento italiano.  Un gran grupo de arquitectos y artesanos italianos trabajaron continuamente en Moscú entre 1474 y 1539, así como los refugiados griegos que llegaron a la ciudad después de la caída de Constantinopla. Estos dos grupos, de acuerdo con Shvidkovski, fueron ayudados por gobernantes de Moscú en la creación de la doctrina de la Tercera Roma, que a su vez promueve la asimilación de la cultura griega e italiana contemporánea. Shvidkovski señaló la semejanza del plano de la catedral con conceptos italianos por Antonio da Sangallo el Joven y Donato Bramante, pero lo más probable es que haya sido del Trattato di architettura de Filarete. Otros investigadores rusos observaron una semejanza con bocetos de Leonardo da Vinci, a pesar de que no podría haber sido conocido en la Moscú de Iván. Nikolái Brunov reconoció la influencia de estos prototipos, pero no su significado; sugiere que a mediados del siglo XVI, Moscú ya tenía arquitectos locales formados en la tradición italiana, dibujo arquitectónico y perspectiva, y que esta cultura se perdió durante el Período Tumultuoso.
Andréi Batálov escribió que, a juzgar por el número de nuevos elementos introducidos en la iglesia de la Trinidad, lo más probable es que fuera construida por artesanos alemanes. Batálov y Shvidkovski señalaron que durante el reinado de Iván, los alemanes y los ingleses sustituyeron a los italianos, a pesar de que la influencia alemana alcanzó su punto máximo después, durante el reinado de Miguel I de Rusia. La influencia alemana se apoya indirectamente por las pilastras almohadilladas de la iglesia central, una característica más común en la Europa contemporánea del Norte que en Italia.
La edición académica de Monuments of Architecture in Moscow de 1983 toma el punto medio: la iglesia es, muy probablemente, un producto de la compleja interacción de las distintas tradiciones rusas de la arquitectura de madera y piedra, con algunos elementos tomados de las obras de los italianos en Moscú. Especialmente, el estilo de ladrillo en las bóvedas es italiano.

## Diseño
En lugar de seguir el diseño original ad hoc (siete iglesias alrededor del núcleo central), los arquitectos de Iván optaron por un plano más simétrico con ocho iglesias laterales alrededor del núcleo, produciendo «un plan bien coherente, lógico» a pesar de la errónea y última «noción de una estructura carente de moderación o de razón» influida por el recuerdo de las atrocidades irracionales de Iván. El núcleo central y las cuatro iglesias más grandes colocadas en los cuatro principales puntos cardinales son octogonales. Las cuatro iglesias más pequeñas dispuestas diagonalmente son cuboides, aunque su forma es apenas visible a causa de adiciones posteriores. Las iglesias más grandes se colocan en bases masivas, mientras que las más pequeñas fueron colocadas cada una en una plataforma elevada, como si estuvieran suspendidas sobre la tierra.

## Colores
San Basilio adquirió sus vivos colores actuales en varias etapas desde la década de 1680 hasta 1848. La actitud rusa hacia el color en el siglo XVII cambió a favor de los colores brillantes. El arte iconógráfico y mural experimentó un crecimiento explosivo en el número de pinturas disponibles, tintes y sus combinaciones. El esquema de color original, sin estas innovaciones, fue mucho menos desafiante. Siguió la representación de la Ciudad Celestial en el Libro del Apocalipsis:

Y el que estaba sentado tenía el aspecto de una piedra de jaspe y sardina; y alrededor del trono había un arco iris, a la vista semejante a una esmeralda.
Y alrededor del trono había veinticuatro asientos: y sobre los asientos, vi sentados a veinticuatro ancianos, vestidos con vestiduras blancas; y tenían en sus cabezas coronas de oro.
 Apocalipsis, 4:3–4 (KJV)

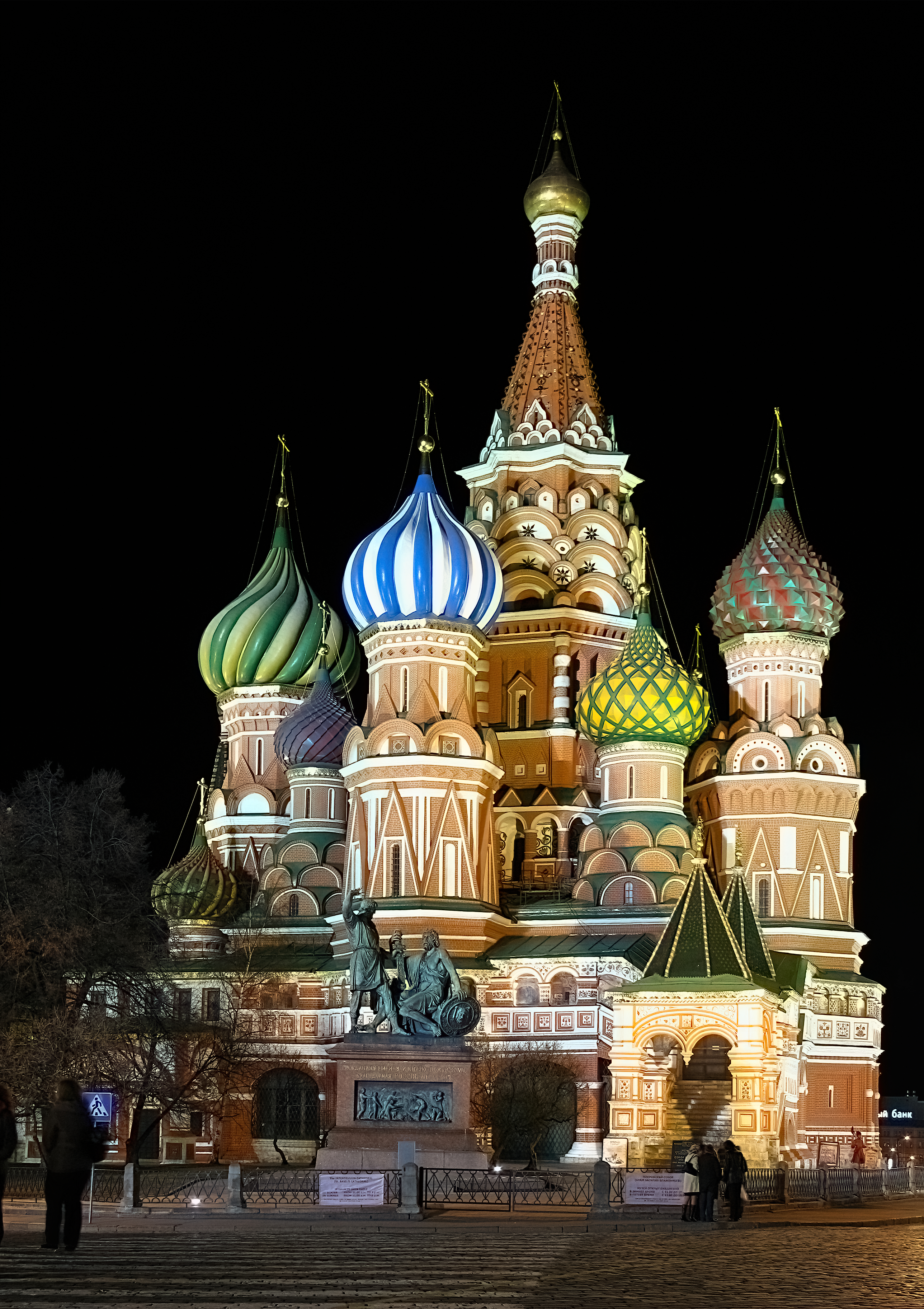
Vista de la catedral en donde se ve su esquema de colores de noche.

Se alude a los 25 asientos de la referencia bíblica en la estructura del edificio, con la adición de ocho pequeñas cúpulas en forma de cebolla alrededor de la carpa central, cuatro alrededor de la iglesia del lado occidental y cuatro en otros lugares. Esta disposición se mantuvo durante la mayor parte del siglo XVII. Las paredes de la iglesia mezclaban ladrillos rojos desnudos o imitaciones pintadas de ladrillos con adornos blancos, en aproximadamente la misma proporción. Las cúpulas, cubiertas con estaño, fueron doradas uniformemente, creando una combinación general brillante pero bastante tradicional de colores blanco, rojo y dorado. El uso moderado del verde y las inserciones de cerámica azul proporcionaron un toque de arcoíris según lo prescrito por la Biblia.
Si bien los historiadores están de acuerdo con el color de las cúpulas del siglo XVI, se discute su forma. Boris Eding escribió que lo más probable es que tuvieran la misma forma de cebolla que las cúpulas actuales. Sin embargo, tanto las iglesias de Kolomenskoye como las de Dyakovo tienen cúpulas hemisféricas aplanadas, y Barma y Postnik podrían haber usado el mismo tipo.

## Arquitectura

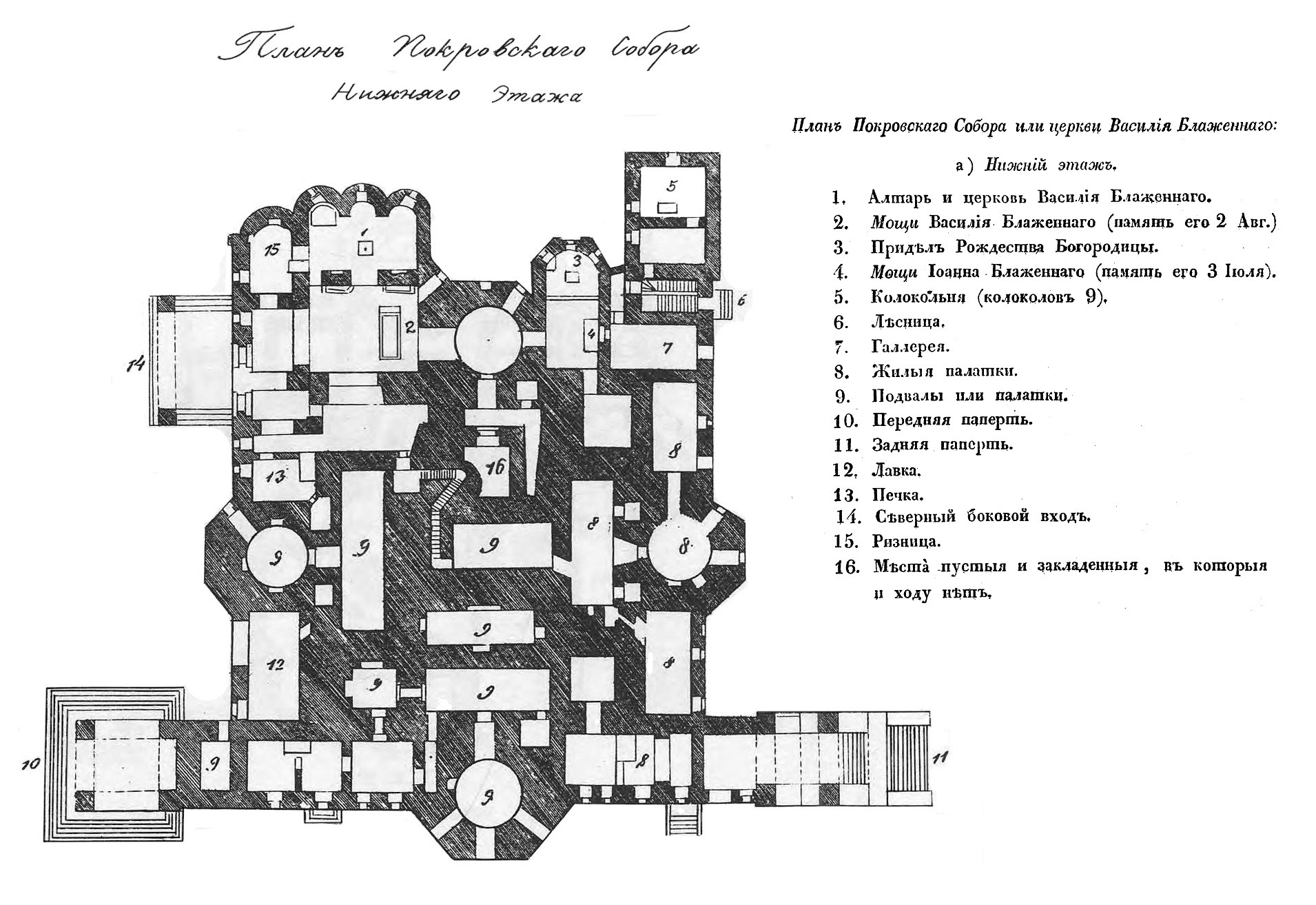
Planta de la Catedral de la Intercesión. Planta baja.

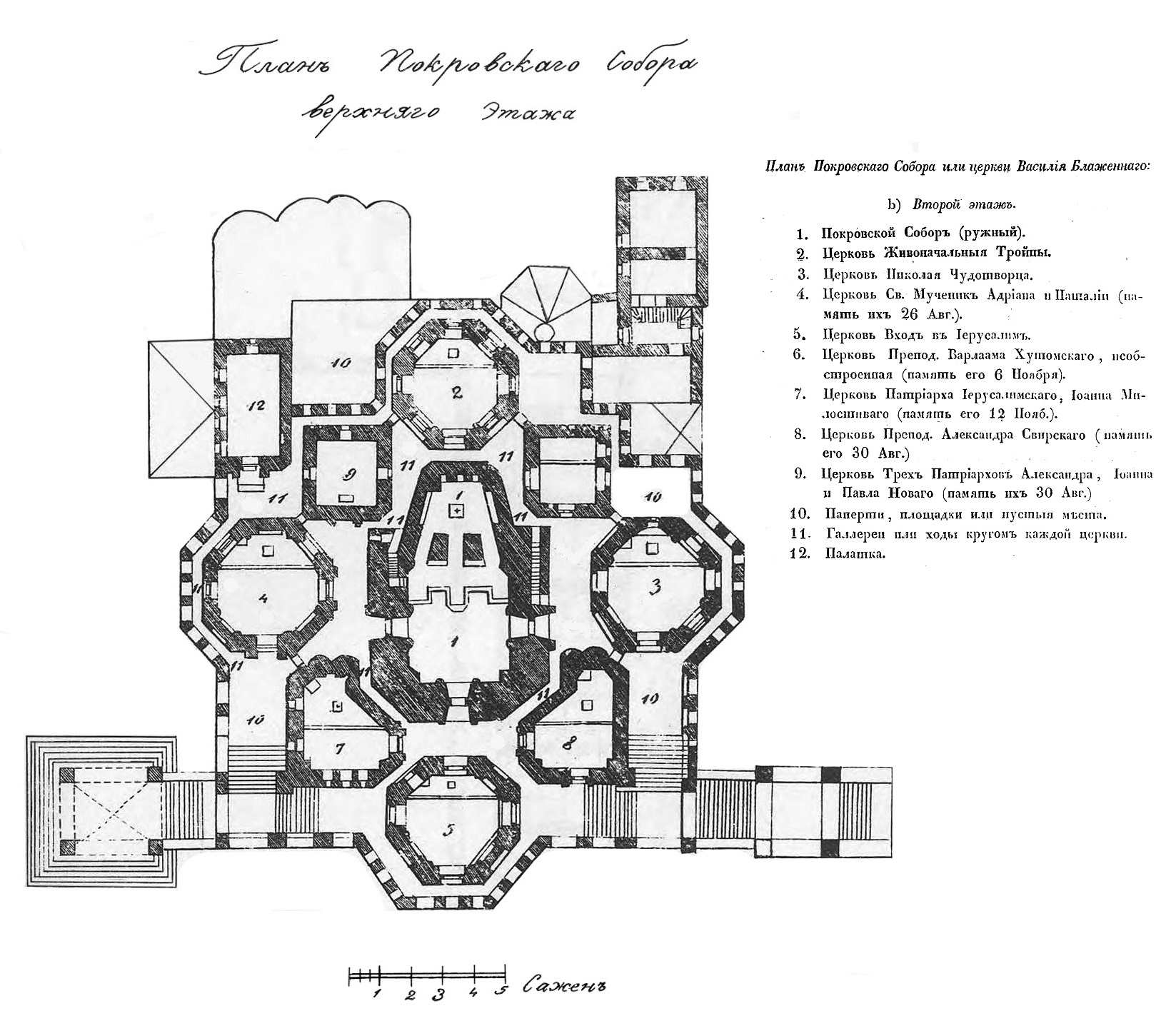
Planta de la Catedral de la Intercesión. Último piso.

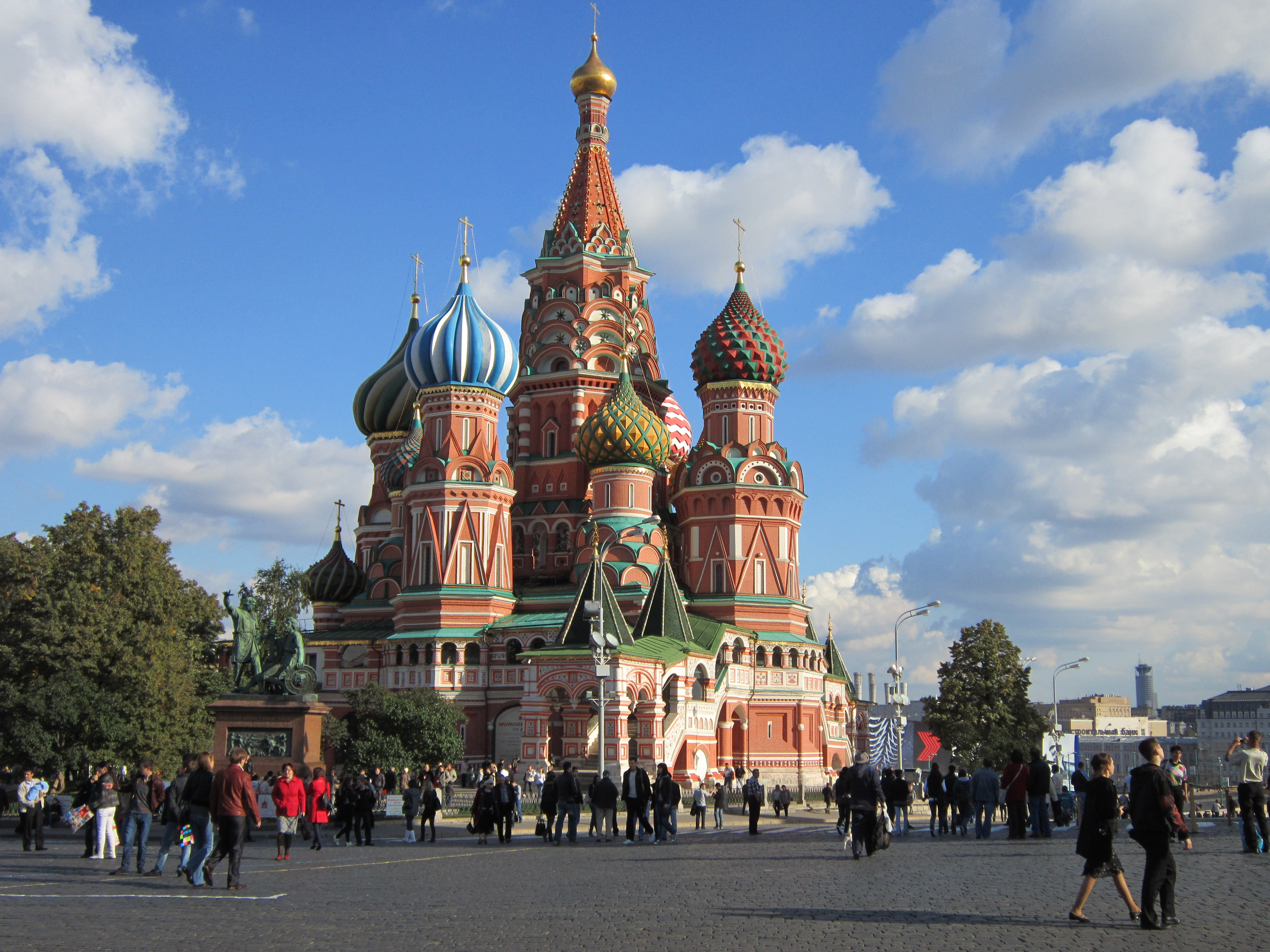
Catedral de la Intercesión en 2015.

Inicialmente, la apariencia de la catedral se distinguió por la austeridad, se caracterizó por una composición de varias partes, la ausencia de una fachada principal acentuada, la importancia predominante de una apariencia externa rica con espacios interiores relativamente pequeños, se asignó un papel importante a elementos decorativos.
El templo fue construido en ladrillo, y sus cimientos , basamento y una serie de detalles son de piedra blanca. En la parte occidental de la catedral hay un techo de ladrillo plano. Estos ladrillos están perforados con agujeros redondos, a través de los cuales se enroscan clips de metal, conectando dos ladrillos adyacentes. Esto forma una superficie horizontal confiable sobre el tramo. La cúpula de la iglesia central de la catedral descansa sobre ladrillos dispuestos en espiral.
La Catedral de San Basilio es un edificio festivo increíblemente elegante, similar a una planta gigante, un arbusto en flor. Las partes separadas del edificio (cúpulas, adornos, colores) tenían formas vegetales, aunque muy complejas, intrincadas y diversas.
— D. S. Likhachev “Cultura del pueblo ruso de los siglos X—XVII” 
La catedral es única en el sentido de que el edificio, que tiene más de 60 metros de altura, no tiene cimientos profundos, solo un sótano alto en una colina rellenada artificialmente en lugar de un foso defensivo. Esta característica pone en duda la leyenda existente de que la biblioteca de Iván el Terrible se encuentra en los sótanos de la Catedral de la Intercesión . La única cimentación posible era una tira , alcanzando apenas los dos metros de profundidad.

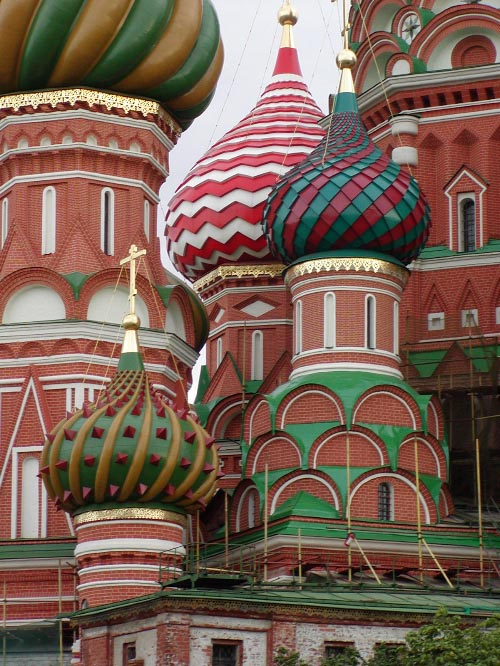
Cúpulas de catedral, 2003.

A finales de 2018, la catedral consta de once iglesias:
- Iglesia de Basilio (noreste)
- Iglesia de Alexander Svirsky (sureste)
- Iglesia de Juan el Bendito (sureste).[34]
- Iglesia de Varlaam Khutynsky (suroeste)
- Iglesia de la Entrada del Señor en Jerusalén (oeste)
- Iglesia de San Gregorio de Armenia (noroeste)
- Iglesia de Cipriano y Justina (Norte)
- Iglesia de San Nicolás Velikoretsky (sur)
- Iglesia de la Santísima Trinidad (este)
- Iglesia de los Tres Patriarcas (noreste)
- Iglesia Central de la Intercesión de la Santa Madre de Dios (Pokrovskaya).[35]

Ocho iglesias, cuatro axiales y cuatro más pequeñas entre ellas, están coronadas con cúpulas en forma de cebolla y agrupadas alrededor de la iglesia central en forma de pilar que se eleva sobre ellas en honor a la Intercesión de la Santísima Madre de Dios, completada con una carpa con una pequeña cúpula. Esta disposición expresó la idea del Velo divino extendido sobre la tierra rusa. Se creó una catedral de santos patrones para la tierra rusa. La Catedral de Pokrovsky tiene solo once cúpulas: nueve de ellas están ubicadas sobre las iglesias (según el número de tronos), dos más están ubicadas sobre la capilla de San Basilio el Bendito y sobre el campanario.
La capilla de San Basilio está junto a la capilla de San Juan el Bendito, construida en el lugar donde se encontraron las reliquias del santo tonto Juan de Moscú, apodado el Gran Cap, que fue enterrado aquí en 1589. Hay una versión de que cuando fue enterrado, un fuerte trueno retumbó y un relámpago brilló, lo que infundió miedo en los moscovitas. En la iglesia donde tuvo lugar el entierro, "se quemaron iconos, se golpeó a mucha gente y se levantó por los aires al sacerdote de Kolomna, Juan" [ 28] . Más tarde, muchos enfermos que rezaban sobre el ataúd del santo necio fueron sanados. En 1672, Juan de Moscú fue canonizado como santo. Al mismo tiempo, tuvo lugar en la catedral el descubrimiento de las reliquias de San Juan el Beato [102]. En un principio, la capilla se consagró en honor a la Deposición de la Túnica, pero en 1680 se volvió a consagrar como la Natividad de la Theotokos, y en 1916 se volvió a consagrar en el nombre del Beato Juan. La capilla también guardaba las cadenas de hierro de Juan, que eran puestas sobre los sufrientes [103] [28].
Las nueve iglesias están unidas por una base común, una galería de circunvalación (originalmente abierta) y pasajes abovedados internos. La décima capilla, consagrada en honor de San Basilio el Beato, cuyas reliquias se encontraban en el lugar de la construcción del templo, fue adosada a la catedral en 1588. La undécima iglesia en honor de Juan el Bendito se añadió a la catedral desde el lado sureste en 1672.